# Elena María Moreno González
Elena María Moreno González (Santander, 1941) és una política espanyola, elegida diputada de Unió de Centre Democràtic (UCD) en el Congrés dels Diputats per la província de Pontevedra en les eleccions generals espanyoles de 1977, que va ser diputada constituent en les Corts que van elaborar la Constitució espanyola de 1978.

## Trajectòria
Moreno va cursar estudis de Batxillerat Superior i Secretariat i va treballar com a empleada de banca. Ha estat directiva del Banco de Bilbao, on va arribar a ser Cap del Banc de la Dona a Vigo. Va ser elegida Diputada en el Congrés per Pontevedra en les legislatura constituent (1977-1979) i en la primera legislatura (1979-1982). Va col·laborar entre d'altres, amb la Comissió de Treball, amb la Comissió sobre els disminuïts físics i mentals, i sobre els establiments penitenciaris.